# Alessandra Sanguinetti
Alessandra Sanguinetti (* 1968, New York) je americká fotografka. Vydala celou řadu fotografických knih a je členkou Magnum Photos. Získala několik ocenění a grantů, včetně váženého Guggenheimova stipendia. Její první samostatná výstava ve Spojených státech byla v roce 2005 v Yossi Milo.

## Život a dílo
Sanguinetti se narodila v New Yorku. V letech 1970 až 2003 žila v Argentině a poté se přestěhovala do kalifornského San Francisca.
Hlavní náplní její práce jsou The Adventures of Guille and Belinda and Enigmatic Meaning of their dreams; v tomto projektu, jemuž se věnuje už déle než dvacet let, pomocí fotografií dokumentuje vztah dvou sestřenic, Guillerminy a Belindy, které vyrůstají na venkově poblíž Buenos Aires. Série fotografií On the Sixth Day zkoumá cyklus života a smrti hospodářských zvířat. Sorry Welcome je meditativním deníkem o jejím rodinném životě. Le Gendarme sur la Colline dokumentuje výlet po Francii v roce 2018.
Od roku 2007 je členkou uměleckého spolku Magnum Photos a také působí jako lektorka na fotografických seminářích Magnum.

## Publikace od Sanguinettiové
- On the Sixth Day. Portland, OR: Nazraeli Press, 2005. ISBN 978-1590050705.
- The Adventures of Guille and Belinda and the Enigmatic Meaning of their Dreams.
  - Contact Sheet 120. Syracuse, NY: Light Work, 2003. ISBN 9780935445305.
  - Portland, OR: Nazraeli Press, 2010. ISBN 978-1590052693. With an essay by Gary Hesse.
- Sorry Welcome. Oakland, CA: TBW, 2013. Subscription Series #4, Book #2. Edition of 1500. Sanguinetti, Christian Patterson, Raymond Meeks and Wolfgang Tillmans each had one book in a set of four.[7]
- Le gendarme sur la colline Copublished by Aperture and Fondation de l’entreprise Hermès, 2016

## Ocenění
- 1997: Ernst Haas Work Grant for Documentary Photography.
- 2001: Hasselblad Foundation Grant, from the Hasselblad Foundation.
- 2001: National Fund for the Arts Grant. Argentina.
- 2006	Discovery Award, Les Rencontres D’Arles. Francie.
- 2007: MacDowell Fellowship.
- 2008:	John Gutmann Photography Fellowship Award, US.
- 2008: Guggenheim Fellowship from the John Simon Guggenheim Memorial Foundation.[8]
- 2009: Robert Gardner Fellowship.Harvard Peabody Museum.[9]
- 2009: National Geographic Magazine Grant, National Geographic.[10]
- 2010:	Alicia Patterson Fellowship, US.
- 2015: Premio Buenos Aires Photo. Buenos Aires, Argentina.
- 2015: Fondation d’entreprise Hérmés/Aperture Foundation: Immersion: A French American Photography Commission.